# Семёнов, Аркадий Геннадьевич
Аркадий Геннадиевич Семёнов (род. 14 января 1959, Жёлтые Воды) — российский поэт, инициатор основания групп «27-й километр» и «Вежливый Отказ» и автор текстов части их песен.

## Биография
Родился в городе Жёлтые Воды на Украине. В трёхлетнем возрасте переехал с родителями в город Гурьев-20 в Казахстане. С 14 лет жил в Москве. Закончил Московский инженерно-физический институт по специальности «Атомные электростанции». Работая культоргом в институтском спортлагере, стал организатором рок-групп «27-й километр» и «Вежливый отказ», писал для их песен стихи и исполнял стихи на концертах. В конце 1980-х, когда фокус группы «Вежливый отказ» переориентировался со стихов на музыку, перешёл в журналистику.
Работал в газете «Московский автотранспортник» (издательство «Авто»), в том числе писал статьи о Константине Кинчеве и Борисе Гребенщикове. Во время армянских погромов в Баку и войны в Нагорном Карабахе создал информационное агентство и устраивал митинги в поддержку непризнанной НКР.
В 1990—1991 годах издавал собственную рок-газету «Дикая дивизия».
Во второй половине 1990-х, вместе с бывшим музыкантом группы «Ночной проспект» Иваном Соколовским в рамках проекта Солдат Семёнов выпустил четыре альбома. Был первым продюсером певицы Натальи Медведевой. На своём лейбле «Звукореки» издал диск группы «Алиса» «Шабаш», лонгплей Бориса Гребенщикова «Песни Вертинского» на виниле и альбом группы «Зоопарк» «Уездный город N» (LP винил).
Семёнов также стал первым издателем поэмы Алексея Парщикова «Я жил на поле Полтавской битвы».
С 1996-го по 2012 год, только 29 февраля, проводил «високосники» — поэтические чтения в различных клубах Москвы.

## Личная жизнь
Женат на директоре группы Бони НЕМ Эмме Симоньян.

## Дискография
- 1985 — 27-й километр «Далее везде» (песни «На закате дня», «Чайка», «По вертикали», «Игра в мяч», «Эх, полосну!», «Злой человек», «Телевизор»)
- 1994 — 27-й километр «КОНСЕРВАтория (Made in Термен-центр)» (песни «Бумеранг», «Медный всадник», «Апрель», «Константинополь», «Бурная река»)
- 1996 — 27-й километр «Под откос» (песни «Бумеранг», «Медный всадник», «Под откос», «Драма», «Ночные гости», «Пепел весны (Апрель)», «Веселящий газ», «Мы, как трава», «Константинополь», «Бурная река», «Последний козырь»)
- 1996 — Солдат Семёнов «План Спасения Константинополя» (Звукореки) — CD/MC
- 1997 — Солдат Семёнов «Ни Шагу Назад!» (Звукореки/Фили) — CD/MC
- 1998 — Солдат Семёнов «Силовые Поля Тишины» (Звукореки/Фили) — CD/MC
- 2000 — Солдат Семёнов «Параллельные Действия» (Звукореки/Фили) — CD/MC
- 2001 — Александр Фролов «MIDIТАЦИЯ» (песни «Никогда!», «Авария», «Золотой песок»)
- 2005 — Александр Фролов «Противоречия» (написанная к спектаклю песня «Бастер Китон»)
- 2010 — «Гуси-Лебеди» (песни «Время» и «Тикирека»)
- 2015 — Александр Фролов «Небо с потолка» (песни «Карфаген», «Зима», «Небо с потолка», «Воздух, взятый за горло», «Смотри, дивись»)
- 2016 — Александр Фролов «15 0220 15» (песни «Я ел твою рыбу», «Неизвестный солдат», «Война внутри», «Никогда!»)
- 2019 — Фролцарт «Фролцарт» (песни «Сад», «Воздух, взятый за горло», «Лето по заявкам»)